# 前橋市立大胡中学校
前橋市立大胡中学校（まえばししりつ おおごちゅうがっこう）は、群馬県前橋市堀越町にある公立中学校。2004年12月に勢多郡大胡町が前橋市に編入される前は大胡町立大胡中学校と称した。
アメリカや台湾の学校との交流を行っている。また、「花いっぱい運動」や「あいさつ運動」と呼ばれる運動を実施している。教育目標は「清く 正しく たくましく」である。
学校の周辺は自然が多く、教室の一部や校庭からは赤城山が望める。現在の生徒数は551人(5月26日現在).

## 沿革
- 1947年4月 - 開校（大胡町立大胡中学校）[1]
- 1957年3月 - 校歌制定
- 1959年3月 - 校旗制定
- 1979年2月 - 新校舎完成
- 1992年2月 - 台湾の新北市立中正国民中学(新北市立中正國民中學)と交流開始
- 2000年8月 - アメリカ・ウィスコンシン州メナーシャ地区と交流を開始。[2]
- 2004年12月 - 市町村合併により前橋市立大胡中学校となる。

## 主な行事
- 4月 - 入学式、始業式[3]
- 5月 - 修学旅行（3年生）(京都、奈良、東京旅行(２年生)
- 6月 - 赤城林間学校（1年生）
- 9月 - 体育大会
- 11月 - 合唱コンクール
- 3月 - 卒業式

## 学区
- 大胡町[4]
- 茂木町
- 堀越町
- 横沢町
- 東金丸町
- 河原浜町
- 樋越町
- 上大屋町
- 滝窪町

## 主な出身者
- 横澤由貴 - 柔道家
- 北條嘉人 - 柔道家
- 井上温大 - プロ野球選手

## 学校周辺
- 前橋市立大胡小学校
- 前橋市役所大胡支所
- 大胡公民館図書館
- 市民文化会館大胡分館

## 交通アクセス
- 上毛電気鉄道 大胡駅から徒歩約10分